# Craniectomia decompressiva
La craniectomia decompressiva è una tecnica neurochirurgica impiegata nel trattamento dell'ipertensione endocranica.
Si tratta di un intervento di emergenza effettuato nei casi più critici allo scopo di migliorare la circolazione cerebrale e prevenire complicanze come l'erniazione cerebrale ed ischemie.

## Indicazioni
La craniotomia decompressiva viene generalmente impiegata nei casi di ipertensione endocranica resistenti alla terapia farmacologica. Questo tipo di intervento risulta particolarmente indicato indicato nei pazienti giovani; in particolare, i bambini presentano prognosi e capacità di recupero più favorevoli.

## Procedura
L'intervento prevede la creazione di un flap osseo che viene provvisoriamente rimosso per permettere una riduzione della pressione intracranica.
La decompressione primaria viene effettuata al termine di un intervento che prevede la sezione della dura madre allo scopo di prevenire un aumento della pressione endocranica, in presenza di fattori di rischio. La decompressione secondaria invece ha un vero e proprio ruolo terapeutico nei casi di ipertensione endocranica non ulteriormente trattabile con la sola terapia medica.
L'intervento può essere effettuato seguendo due metodiche:
- una craniotomia bifrontale, attuata generalmente in caso di aumento generale della pressione endocranica tramite mobilitazione di un flap osseo corrispondente ai due lobi frontali;

- una craniotomia fronto-temporo-parietale, che prevede la rimozione di un ampio flap osseo per liberare i tre lobi e viene eseguita soprattutto in caso di erniazione cerebrale.

## Follow-up
I pazienti sottoposti a craniotomia decompressiva presentano un rischio aumentato di trauma cranico, pertanto risulta consigliabile indossare dispositivi di protezione come elmetti.

## Complicanze
Tra le complicanze post-operatorie vanno ricordate l'idrocefalo, la meningite e la comparsa di ascessi cerebrali e fistole liquorali.
Esiste inoltre un rischio di sviluppare deficit cognitivi e stati vegetativi a seguito dell'operazione, specie nei pazienti sopra i cinquanta anni.